# Mięguszowiecki Przechód
Mięguszowiecki Przechód – wąska szczerbinka między Mięguszowieckiem Szczytem (2438 m) a znajdującą się w jego zachodniej grani Mięguszowiecką Turniczką (ok. 2360 m) w Tatrach Wysokich. Znajduje się w grani głównej Tatr na granicy polsko-słowackiej. Z Mięguszowieckiego Przechodu w północno-zachodniej ścianie Mięguszowieckiego Szczytu do Wielkiej Galerii Cubryńskiej opada Rynna Szulakiewicza. Około 30 m poniżej tego przechodu widoczny jest Zachód Janczewskiego. Na południową stronę (do Doliny Hińczowej) z Mięguszowieckiego Przechodu opada wąski żlebek.
Autorem nazwy Mięguszowieckiego Przechodu jest Władysław Cywiński. Przez przełączkę tę prowadzi łatwa droga wspinaczkowa z Hińczowej Przełęczy na Mięguszowiecki Szczyt, oraz kilka trudniejszych dróg ścianowych.

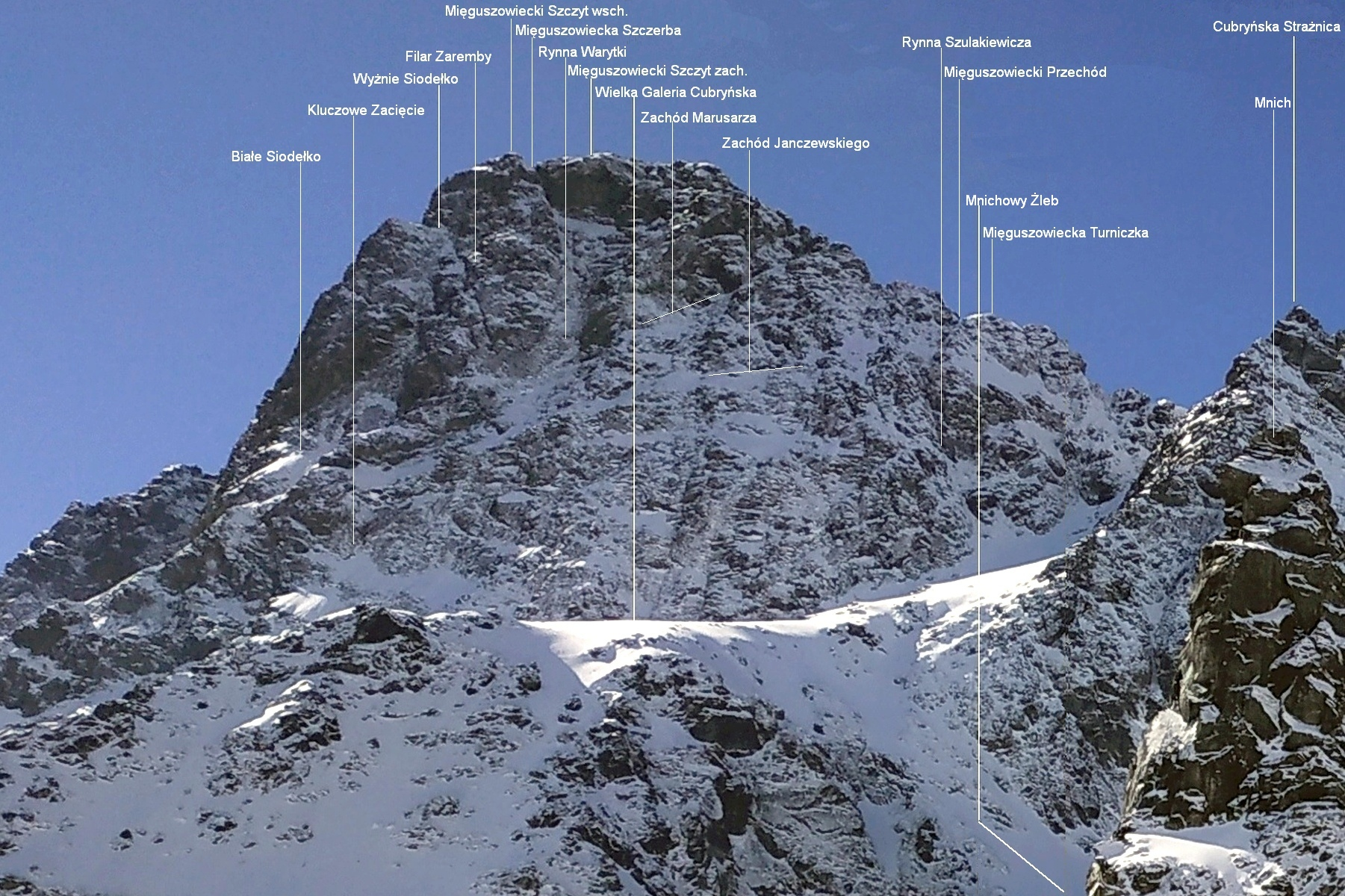
Widok z Doliny za Mnichem
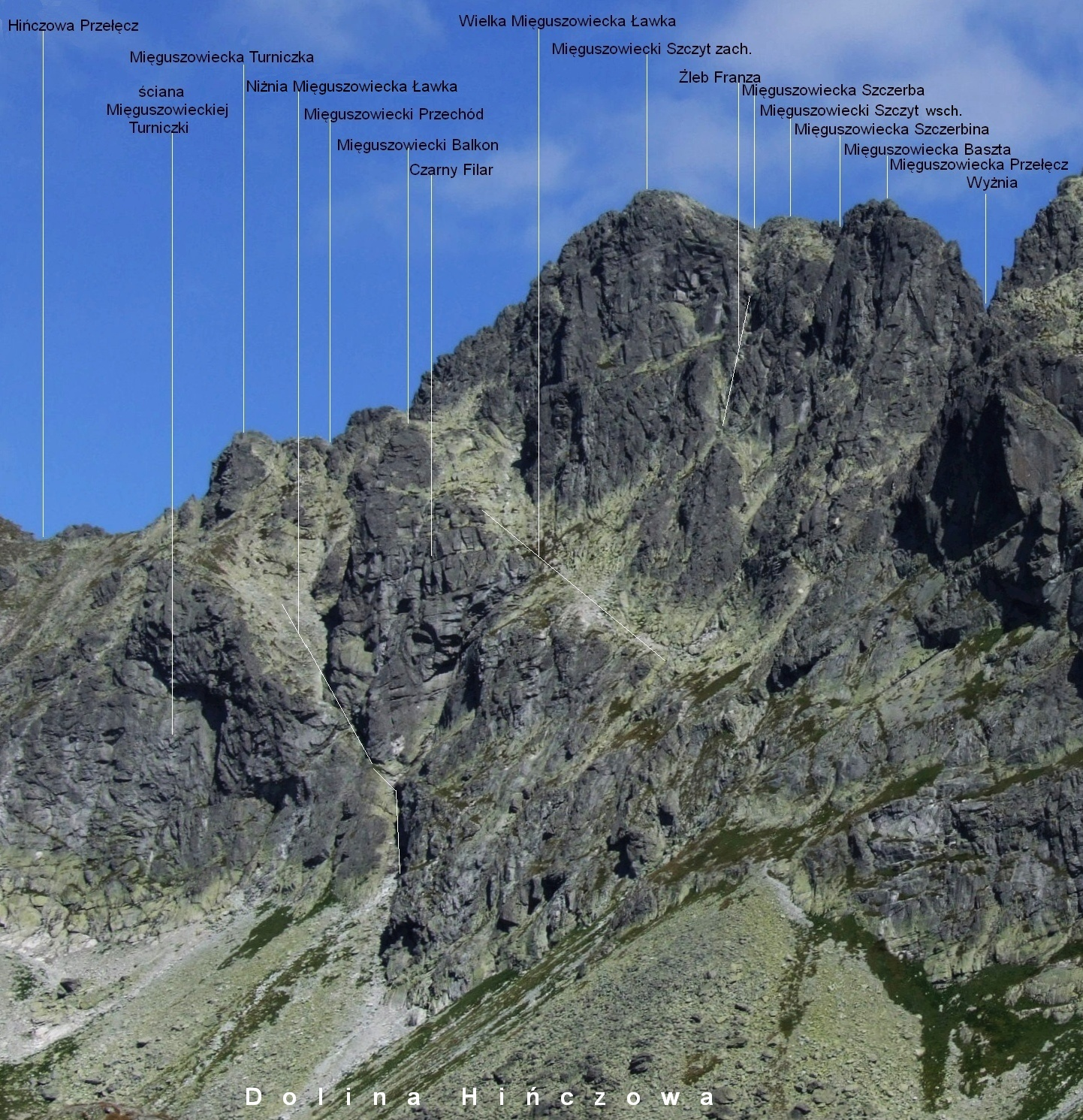
Widok z Doliny Hińczowej